# Carabhydrus plicatus
Carabhydrus plicatus är en skalbaggsart som beskrevs av Watts 1978. Carabhydrus plicatus ingår i släktet Carabhydrus och familjen dykare. Inga underarter finns listade i Catalogue of Life.